# Bolitoglossa carri
Espèce
Statut de conservation UICN

 CR B1ab(iii)+2ab(iii) : 
En danger critique
Bolitoglossa carri est une espèce d'urodèles de la famille des Plethodontidae.

## Répartition
Cette espèce est endémique du département de Francisco Morazán au Honduras. Elle se rencontre entre 1 840 et 2 070 m d'altitude sur le Cerro Cantagallo.

## Description
Les mâles mesurent de 37,4 à 48,0 mm et les femelles de 42,4 à 58,1 mm.

## Étymologie
Cette espèce est nommée en l'honneur d'Archie Carr.

## Publication originale
- McCranie & Wilson, 1993 : A review of the Bolitoglossa dunni group (Amphibia: Caudata) from Honduras with the description of three new species. Herpetologica, vol. 49, p. 1-15.